# Jeanne d’Arc Dijon Bourgogne
Der Jeanne d’Arc Dijon Bourgogne ist ein französischer Basketballverein aus Dijon in der Region Burgund. Die professionelle erste Mannschaft spielt seit dem direkten Wiederaufstieg 2011 erneut in der höchsten nationalen Spielklasse LNB Pro A, der man bereits zwischen 1990 und 2010 angehörte. Auf nationaler Ebene gewann den französischen Pokalwettbewerb und den Supercup zwischen Meister und Pokalsieger 2006, während auf internationaler Ebene der Finaleinzug 2004 in der viertklassigen FIBA EuroCup Challenge der größte Erfolg war. Das Finale in der EuroCup Challenge ging damals gegen den deutschen Vertreter MBC Weißenfels verloren.

## Geschichte
Der Gesamtverein gründete sich 1880 und benannte sich nach der französischen Nationalheldin Jeanne d’Arc. Im Basketball schaffte man 1990 den Sprung in die höchste nationale Spielklasse, der man anschließend zwanzig Jahre lang ununterbrochen angehörte. Während die Nachwuchsmannschaft in den 1990er Jahren fünfmal die Landesmeisterschaft gewinnen konnte, gewann die Herrenmannschaft nach dem Ligapokalsieg 1993 erst 2004 mit dem Nachfolgewettbewerb „Semaine de As“ einen weiteren nationalen Wettbewerb. Im gleichen Jahr nahm man an der zweiten Austragung der FIBA EuroCup Challenge teil, nachdem man in den 1990er Jahren schon mehrfach am Korać-Cup teilgenommen hatte, und erreichte das Final-Four-Turnier dieses Wettbewerbs. Nach einem knappen Sieg im Halbfinale gegen den Gastgeber Tuborg Pilsener SK aus Izmir verlor man das Finale gegen den deutschen Vertreter MBC Weißenfels mit 68–84. Dieser Wettbewerb wurde dann nach fünf Austragungen 2007 bereits wieder eingestellt. 2006 erreichte man seine größten nationalen Erfolge, als man nach dem Sieg im nationalen Pokalwettbewerb auch das Supercup-Spiel beim Meister Le Mans Sarthe Basket mit einem Punkt Unterschied gewinnen konnte. 2010 folgte der erste Abstieg aus der höchsten Spielklasse, doch im Unterhaus Pro B der Ligue Nationale de Basket konnte man in den Play-offs um den Aufstieg das Finale erreichen und den direkten Wiederaufstieg erringen. In der ersten Spielzeit 2011/12 nach der Rückkehr in die höchste Spielklasse Pro A verpasste man nur knapp die Play-offs um die Meisterschaft, in denen sich der regionale Rivale Élan Sportif Chalonnais seine erste Meisterschaft sichern konnte.

## Erfolge
National
- Französischer Superpokalsieger: 2006
- Französischer Pokalsieger: 2006
- Sieger des Tournois des As: 1993
- Sieger der Semaine des As: 2004

International
- Finalist FIBA EuroCup Challenge: 2004

## Bekannte Spieler
| - Yakhouba Diawara 2000/01, 2005/06 - Malcolm Mackey 2001/02 - Rick Hughes 2002/03 - Dimitri Lauwers 2002–2004 - / Boniface N’dong 2003–2005 - Rowan Barrett 2003–2005 - Wiktor Sanikidse 2003–2006 - Wachtang Natswlischwili 2003–2007 | - / Éric Micoud 2004–2006 - Laurent Sciarra 2005–2008 - Maleye N’Doye 2005–2008 - Mouloukou Diabaté 2006–2009 - Terrell Everett 2007/08 - Damir Krupalija 2007–2010 - Reggie Williams 2008/09 - / Charles Lombahe-Kahudi 2008/09 | - Eric Chatfield 2008/09 - Nick Fazekas 2009/10 - / Xane d’Almeida 2009/10 - Sean Marshall 2009/10, 2011/12 - Thierry Rupert 2011/12 |

## Ehemalige Trainer
- 1998–1992  Dominique Roux
- 1992–1993  Chris Singleton
- 1994–1997  Jean-Luc Monschau
- 1997–2001  Chris Singleton
- 2001–2003  Alain Thinet
- 2003–2005  Nicolas Faure
- 2005–2007  Jacques Monclar
- 2007–2010  Randoald Dessarzin
- 000002010  Henrik Dettmann
- 2010–2015  Jean-Louis Borg